# Palau Odd Fellows
El Palau Odd Fellows (en danès⁣: Odd Fellow Palæet) és una mansió rococó de la ciutat de Copenhaguen, Dinamarca, que porta el nom de la branca local de l'⁣Ordre Independent dels Odd Fellows que va adquirir l'edifici el 1900. Abans d'això, era conegut com el Berckentin i més tard com a Palau Schimmelmann en honor als seus successius propietaris.
L'edifici es troba a Bredgade, davant de Dronningens Tværgade, per al qual serveix com a punt de vista. Alberga una sala de concerts oberta al públic.

## Història

### L'era Berckentin
El lloc es trobava antigament als jardins de Sophie Amalienborg. L'edifici actual del lloc es va construir conjuntament amb el desenvolupament del nou districte de Frederiksstaden. Va ser dissenyat per Johann Gottfried Rosenberg sota la supervisió de Nicolai Eigtved, que també havia concebut el pla del districte. Es va construir com a casa del ric comerciant i polític Christian August von Berckentin que acabava de ser ennoblit amb el títol de comte. Berckentin només va viure al palau des de 1755 fins a la seva mort el 1758.
Després de la mort de Berckentin el 1758, el palau de Berckentin va ser assumit pel seu gendre, Christian Sigfred von Plessen, que també era propietari de Glorup Manor a Fiònia, i s'havia casat el 1744 amb la filla de von Berckentin , Louise von Plessen, de soltera Berckentin el 1744. No obstant això, Louise no volia viure-hi i la va vendre per 40.000 reichsdaler al comte danès/alemany Heinrich Schimmelmann.

### Família Schimmelmann

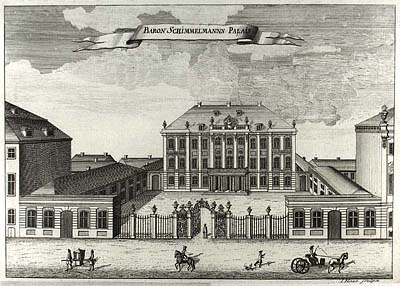
El papalu Schimmelmann a mitjans del segle XVIII

El 1762, Heinrich von Schimmelmann va comprar la propietat que ara es coneixia com el palau Schimmelmann. Després que el seu fill Ernst Schimmelmann l'heretés el 1782, el palau es va convertir en el centre d'una rica vida cultural. Ernst i la seva dona, Charlotte Schimmelmann, compartien un profund interès per les arts i Charlotte era famosa pels seus salons. A l'estiu, aquestes activitats es van traslladar a la seva residència d'estiu a Sølyst, al nord de la ciutat.
La propietat, després de la mort d'Ernst Schimmelmann el 1831, va passar al seu fill Carl von Schimmelmannn i després de la seva mort només dos anys més tard va passar al seu fill Ernst Conrad Carl Joseph von Schimmelmann.

### Història posterior

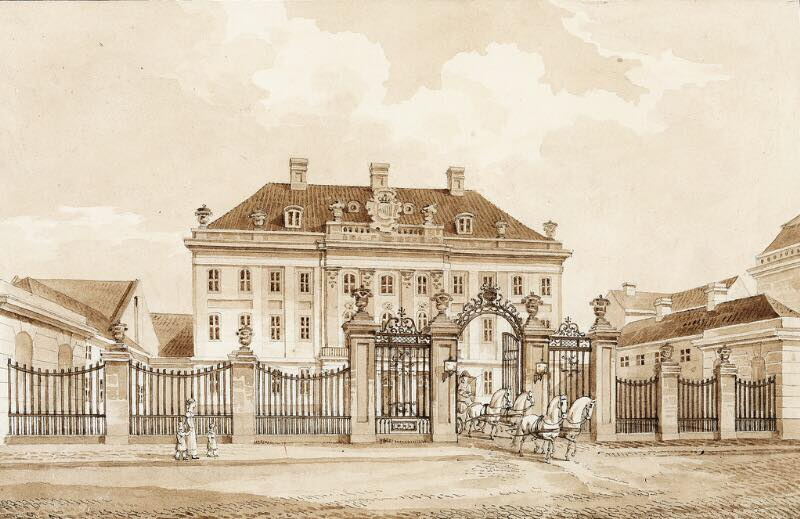
El palau representat per HCF Holm.

Al segle XIX, la mansió va ser ocupada per diverses famílies benestants, sobretot per Rudolph Puggaard que hi va rebre els artistes del Segle d'Or danès.
L'empresa Bendixen & Lindhardt es va instal·lar a l'edifici l'any 1922.